# Reederei Stinnes AG

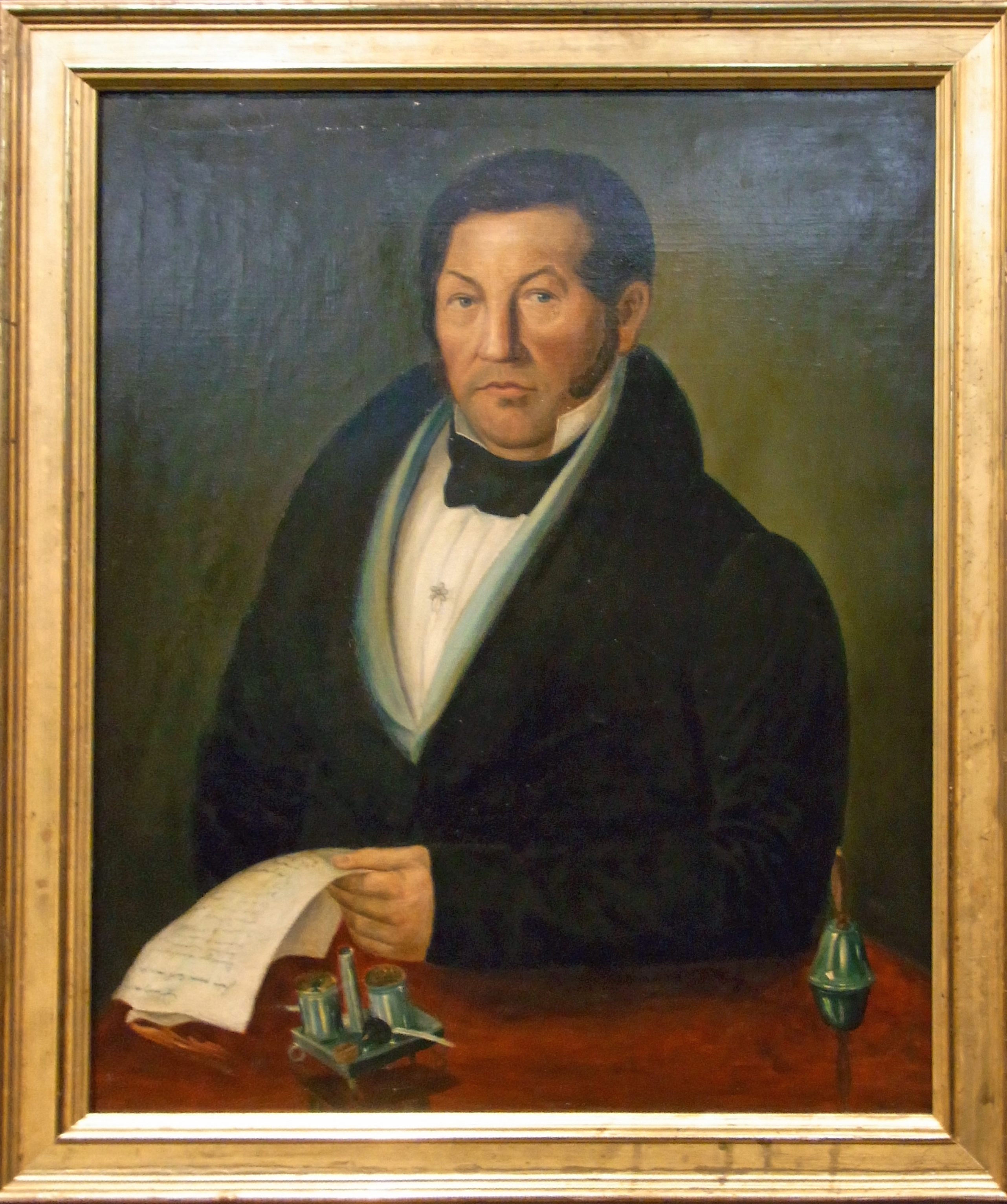
Der Firmengründer Mathias Stinnes

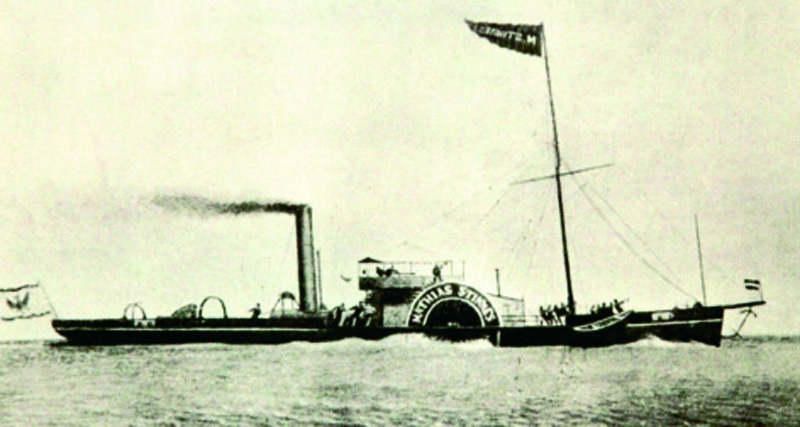
Raddampfschlepper Mathias Stinnes I, 1843

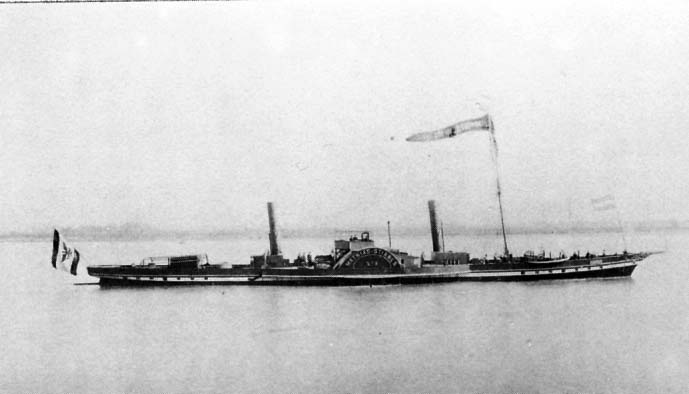
Raddampfschlepper Mathias Stinnes 3, 1866

Die Reederei Stinnes wurde 1808 von Mathias Stinnes in Mülheim an der Ruhr als Schifffahrts- und Kohlenhandelsgesellschaft gegründet.

## Geschichte
1810 kaufte Mathias Stinnes sein erstes Schiff, eine Ruhraak, bereits 1820 besaß er 66 Schiffe und war damit der größte Binnenreeder in Deutschland. In den nächsten Jahren übernahm Stinnes die H. A. Diesch AG aus Mainz und die Firma Gebr. Mellinghoff aus Mülheim an der Ruhr. Zum 100-jährigen Bestehen, 1908 besaß die Reederei zwölf Raddampfschlepper, neun Schraubendampfschlepper, fünf schwere Schraubenschlepper und 85 eiserne Schleppkähne. 1892 gründete Hugo Stinnes, ein Enkel des Firmengründers eine eigene Binnen- und Seereederei, die Hugo Stinnes Schiffahrt GmbH. Nach dem Ersten Weltkrieg und in der Zeit der Weltwirtschaftskrise wurden beide Reedereien gemeinsam geführt und 1934 unter dem Namen Vereinigte Stinnes-Rheinreederei GmbH mit Sitz in Duisburg-Ruhrort zusammengelegt. In dieser Zeit wurden die ersten Motorgüter- und Tankschiffe gebaut und ein Stückgut-Liniendienst vom Rhein und Main nach Berlin und Basel eingerichtet. 1939 verfügte die Reederei über 167.000 Tonnen Trockenfrachtraum und 8000 Tonnen Tankertonnage. Alle Dampf- und Motorfahrzeuge hatten zusammen 27.700 PS.
Nach dem Zweiten Weltkrieg wurde die durch Kriegseinwirkungen stark reduzierte Flotte wieder neu aufgebaut. Gesunkene Schiffe wurden gehoben und repariert und 1954 der erste neue Motorschlepper, die Rosenblumendelle in Dienst gestellt. Ein Jahr später folgte das Schwesterschiff Mathias Stinnes 25. Zum 150. Geburtstag waren sieben Motorschlepper, 72 Schleppkähne, 21 Güterschiffe, 17 Tankschiffe und zwei Kranschiffe im Besitz der Reederei.

## Übernahmen
1971 entstand aus der Vereinigten Stinnes-Rheinreederei, der Fendel Schiffahrt AG und der Bremen-Mindener Schiffahrts-AG (BMSAG) die Fendel-Stinnes Schiffahrts AG. Die Fendel AG zählte zu den größten Binnenreedereien und hatte in den 1960er Jahren rund 300 Schiffe. 1976 entstand aus der Fendel Schiffahrts AG und der Reederei der Westfälischen Transport-Actien-Gesellschaft (WTAG) die Stinnes Reederei AG Dortmund. 1981 hatte die Reederei Stinnes noch 75 Schiffe. In den folgenden Jahren wurden einige Großmotorschiffe mit bis zu 3000 Tonnen Tragfähigkeit gebaut, die auch als Koppelverband mit bis zu drei Leichtern fahren konnten. 1983 wurde das Streckenschubboot Stinnes-Schub 1 gebaut, das jedoch in seiner Bauart von den gängigen Schubbooten abwich. Es war nur 11,4 m breit und konnte somit auch die Nebenwasserstraßen und Kanäle befahren. 1992 besaß die Reederei noch 62 eigene Schiffe, darunter 10 Motorgüterschiffe, 10 Schubmotorgüterschiffe, 19 Güterleichter, sechs Tankschubleichter, ein Streckenschubboot.
Als 1993 der Main-Donau-Kanal eröffnet wurde, übernahm Stinnes die Donauflotten der Bayerischen Lloyd AG Regensburg und der österreichischen DDSG Cargo, 1995 folgte die Übernahme der Reederei Raab Karcher, gleichzeitig wurden alle Tankschiffe an die Reederei Jaegers abgegeben. 1996 entstand aus den Schifffahrtsabteilungen der Raab Karcher und der Stinnes die RS Partnership. Zwei Jahre später, 1998, trennte sich der Stinnes-Konzern von der Binnenschifffahrt, die Flotte wurde eine hundertprozentige Tochtergesellschaft der Rhenus AG & Co KG mit dem Namen Rhenus Partnership AG & Co KG in Duisburg. Diese Reederei ist eine der größten Trockenschifffahrt-Reedereien in Europa und verfügt über rund 400 eigene oder gemietete Schiffe.